# Platforma chimică Săvinești
Platforma chimică Săvinești a fost ridicată în anul 1957, cînd mai-marii țării i-au dat ca misiune să fabrice o gamă complexă de fire și fibre sintetice și produse chimice.
S-a început cu o unitate de producție de fibre sintetice.
În anul 1958 a fost pus în funcțiune Combinatul de îngrășăminte Azochim, actualmente SC Ga-Pro-Co Chemicals Săvinești.
La Azochim lucrau pe atunci aproape 3.000 de nemțeni.
Din platforma industrială mai făceau parte Fibrex, Rifil, Melana și Institutul de Cercetări pentru Fire și Fibre Sintetice (ICEFS) Săvinești (înființat în 1991).
Pe platforma chimică Săvinești, lucrau aproximativ 18.000 de oameni, cu tot cu cei de pe șantiere.
Începînd din august 2008, pe platforma Săvinești a intrat în funcție noua secție de producție a fabricii de vopseluri Kober, cu o capacitate de 120.000 de tone pe an.